# قلعة هريت
قلعة هريت وهي قرية تتبع مدينة الدبس وتقع في محافظة كركوك شمال العراق.